# 강진 월남리 마애여래불두상
강진 월남리 마애여래불두상(康津 月南里 磨崖如來佛頭像)은 대한민국 전라남도 강진군 성전면 월남리에 있는 고려시대의 불두상이다. 1999년 11월 20일 전라남도의 문화재자료 제207호로 지정되었다.

## 개요
전라남도 강진군 월출산 남쪽 《월남사지 삼층석탑》(보물 제298호)에서 약 2.5㎞ 떨어진 ‘칡덕골’에 있는 마애불이다. 바위 전체 높이 약 4m, 가로의 최대폭 약 6m나 되는 커다란 암벽에 동쪽을 향해 불상의 머리부분만 크게 부각시켜 조각하였다.
긴 눈꼬리의 치켜 뜬 모습, 길게 내려 뻗은 코와 약간 사실적으로 표현된 입 등에서 수준을 다소 짐작할 수 있다. 고려시대에 번영을 누렸던 월남사지와 무위사, 그리고 바로 고개 너머 구정봉 아래에 있는 《월출산마애여래좌상》(국보 제144호) 등과 비교하여 당시의 불상조각을 연구하는 자료가 된다.

## 참고 문헌
- 강진월남리마애여래불두상 - 국가유산청 국가유산포털